# Liste der Studenten- und Schülerverbindungen in Krems
Die Liste der Studenten- und Schülerverbindungen in Krems verzeichnet die Studenten- und Schülerverbindungen der Universitäts- und Bildungsstadt Krems im Bundesland Niederösterreich. Bei einer Einwohnerzahl von etwa 25.000 Menschen gibt es hier mehr als 13.000 Studenten an derzeit fünf Fachhochschulen und Universitäten. Zu beachten ist, dass sich in Österreich auch Schülerverbindungen zumeist selbst als Studentenverbindungen bezeichnen.

## Liste der Hochschulverbindungen
Die Sortierung erfolgt nach dem Gründungsdatum.
|  |
|  |
|  |
|  |
|  |

|  |
|  |
|  |
|  |
|  |

## Liste der Schülerverbindungen
Die Sortierung erfolgt nach dem Gründungsdatum.
|  |
|  |
|  |
|  |
|  |

|  |
|  |
|  |

|  |
|  |
|  |
|  |
|  |

|  |
|  |
|  |
|  |
|  |

|  |
|  |
|  |
|  |
|  |